# Bessie Awards
Los Premios de Nueva York a la Danza y Artes Escénicas, también conocidos como Premios Bessie, son un galardón anual otorgado a los logros excepcionales realizados por bailarines y artistas independientes que presentan sus obras en la ciudad de Nueva York. Las principales categorías del premio son: coreografía, performance, composición musical y diseño visual. Los Premios Bessies fueron fundados en 1983.

## Historia y descripción
Los Premios Bessie fueron fundados en 1983 por el Taller de Danza y Teatro de la ciudad de Nueva York (Dance Theater Workshop) y nombrados en honor de Bessie Schonberg, un influyente profesor de danza moderna de mediados del siglo XX y otrora director del departamento de danza del Sarah Lawrence College.  El premio honra las obras excepcionales en las categorías de coreografía, performance, composición musical, y diseño visual, en el ámbito de la danza y ramas artísticas conexas.  Los nominados y ganadores del premio son seleccionados por el Comité Seleccionador Bessie, consistente en bailarines, presentadores de danza, productores, coreógrafos, periodistas, críticos y académicos.
Desde 2010, los premios han sido supervisados por un comité independiente en conjunto con Dance/NYC y administrados por Lucy Sexton. En su formato actual, los premios engloban un amplio rango de géneros de la danza y artes escénicas relacionados, rango mayor que en el pasado, y otorgan anualmente una comisión para un artista emergente.

## Galardonados
Más de 400 Premios Bessies han sido concedidos desde su fundación. Entre los galardonados destacados se encuentran:

### Coreógrafos
- Arthur Aviles

- Jérôme Bel

- Beverly Schmidt Blossom

- Camille A. Brown

- Trisha Brown
- Jennifer Miller[5]

- Donald Byrd

- Ann Carlson

- Ping Chong[6]

- Yoshiko Chuma

- Leslie Cuyjet

- Garth Fagan

- Molissa Fenley

- William Forsythe

- Beth Gill

- Guillermo Gómez-Peña

- David Gordon

- Bill Irwin

- Bill T. Jones

- Lisa Jones

- Carl Hancock Rux

- Anne Teresa de Keersmaeker

- Alonzo King

- Stephan Koplowitz

- Édouard Lock

- Meredith Monk

- Mark Morris

- Tere O'Connor

- Stephen Petronio

- Inbal Pinto

- Joya Powell

- Angelin Preljocaj

- David Roussève

- Pam Tanowitz

- Raúl Tamez[7]

- Saburo Teshigawara

- Muna Tseng[6]

- Doug Varone

- Johanna Boyce

- Jawole Willa Jo Zollar

- Robert Wilson

- Christopher Williams

- Mariana Valencia

- Wim Vandekeybus

### Compositores
- David Byrne

- James Baker

- Anthony Davis

- Peter Laurence Gordon

- Julius Hemphill

- Lenny Pickett

- Dan Siegler

- Hahn Rowe

- David Van Tieghem

### Diseñadores
- Charles Atlas

- Powers Boothe

- Kyle Chepulis

- Beverly Emmons

- David Ferri

- Kathryn Kaufmann

- Peter Ksander

- Mark Lancaster

- Susanne Poulin

- Stan Pressner

- Philip Sandström

- Howard S. Thies

- Jennifer Tipton

- Philip Trevino

- Casper Stracke & Benton C Bainbridge